# Оріундо
Оріундо (італ. Oriundo) множина Оріунді — італійський і іспанський термін, що описує людину, що народилася в певній країні, але має предків-мігрантів. Термін використовувався здебільшого, щоб показати походження людини, батьки якого зберегли мову, культуру, традиції і цінності країни, з якої вони прибули. Термін найбільше поширення отримав в Італії, де оріунди, які приїхали з Південної Америки, мали італійське походження і на підставі цього отримували італійське громадянство.

## Оріунді Італії
В кінці XIX — початку XX століття багато італійців виїхало на пошуки кращого життя в Південну Америку. Пізніше, наприкінці 1920—1930 роках деякі з них повернулися в країну, отримавши статус репатріантів. На батьківщині вони відразу отримали італійське громадянство. Термін оріунді став використовуватися стосовно футболістів з початку 1950-х років, які виступали за збірну Італії і мали італійське походження, але народилися в іншій країні.